# Cultura LGBT a Los Angeles
Anche se caratterizzata come apolitica, la città di Los Angeles ha fornito l'impostazione per molti capitoli importanti nella lotta a favore della comunità lesbica e gay, della sua visibilità e dei diritti civili". Inoltre la comunità LGBT di Los Angeles "ha storicamente svolto un ruolo significativo nello sviluppo del settore dello spettacolo".

## Storia
La cultura LGBT a Los Angeles ha radici profonde nel movimento di controcultura degli anni sessanta del XX secolo. Anche se San Francisco è spesso immaginata essere l'epicentro nella metà del secolo del movimento di controcultura "Los Angeles ha subito le controcorrenti del 1960 tanto quanto qualsiasi altra città del paese..." Più in particolare, la cultura queer] di Los Angeles è diventata sempre più visibile e altamente politicizzata in risposta a tutta una serie di raid a sfondo violento che hanno avuto luogo in Sunset Strip nel corso degli anni sessanta.
Le rivolte e le proteste successive alle incursioni avvenute sulla Sunset Strip nel 1966 sono state precedute da una lunga storia di esplosioni di violenza tra il dipartimento di polizia di Los Angeles (Los Angeles Police Department) e il pubblico - note anche come i disordini e il coprifuoco di Sunset Strip. Le tattiche draconiane da parte delle forze di polizia alla fine hanno condotto le forze dell'ordine di Los Angeles a ricercare e monitorare aggressivamente tutti quei bar con clientele prevalentemente gay, tra cui il Black Cat Tavern e il The Patch.
Le reazioni di protesta a queste continue incursioni poliziesche sono state l'organizzazione di P.R.I.D.E. (Personal Rights in Defense and Education) e SCCRH (Southern California Council on Religion and Homophile. Queste sono ancor oggi considerate come "le prime proteste gay in America compiute per attrarre un numero significativo di simpatizzanti"; esse precedono i moti di Stonewall di due anni.
Inoltre la rivista di interessi LGBT The Advocate - la più antica e più popolare pubblicazione LGBT della nazione - è stata creata in risposta agli scontri di Sunset Strip come strumento per accendere ulteriormente l'attivismo LGBT a Los Angeles ed oltre i confini di stato.
Altri punti di riferimento realizzati per la comunità LGBT di Los Angeles che pre-data Stonewall includono (ma non sono limitati a):
- la creazione della Mattachine Society. Un gruppo di uomini di sinistra (politica) dedicati a liberare il termine "omosessuale" da connotazioni criminali e perverse attraverso proteste e manifestazioni[1].
- La creazione degli ONE National Gay and Lesbian Archives at the University of Southern California Libraries, un'istituzione nazionale che ha favorito la borsa di studio gay[1].
- La creazione del periodico Vice Versa, la prima pubblicazione apertamente rivolta alle lesbiche diffusa negli Stati Uniti d'America[1].
- La Metropolitan Community Church (MCC), la prima organizzazione religiosa di gay e lesbiche di dominio pubblico negli Stati Uniti[1].

Esempi contemporanei della cultura LGBT e della storia di Los Angeles includono (ma non sono limitati a):
- la polemica che si è verificata quando Mitchell Grobeson, il primo poliziotto apertamente gay nel dipartimento di polizia della città (LAPD) si è dimesso in seguito alle sue accuse di maltrattamento da parte dell'agenzia[6]. Grobeson è stato in seguito reintegrato nelle forze di polizia ed ha sfilato nel 1994 al Gay Pride in alta uniforme, ma ha dichiarato che la direzione amministrativa ha tentato di escluderlo ed interrompere la sua carriera fin dal novembre 1995, tanto che è stato poi costeetto a dimettersi nel gennaio seguente. Secondo Grobeson il dipartimento non ha voluto che lui reclutassre attivamente membri dall'interno della comunità LGBT[7].
- Gli avvocati della difesa di OJ Simpson hanno fatto riferimento alle accuse di omofobia della polizia di Los Angeles nel corso del suo processo svoltosi nel 1994[8].
- Nel corso del 1998 vi sono stati 15 agenti apertamente LGBT nell'ufficio di L.A. dello sceriffo della contea (Los Angeles Sheriff Department). Sempre nello stesso anno la polizia cittadina si è mossa attivamente con l'intento di assumere agenti LGBT ed ha avuto un collegamento con la comunità[9].
- Nel 2006 la polizia stava prendendo misure per reclutare attivamente persone LGBT come agenti[10].

## Demografia
Secondo uno studio del 2007 il 3,7% degli adulti residenti all'interno della contea di Los Angeles si autoidentificavano come lesbiche, gay o bisessuali; in dettaglio le percentuali erano il 5% dei bianchi, il 4% degli afroamericani e il 2,8% dei latinos.

## Geografia
Tutta la zona attorno a West Hollywood è nota per essere il nucleo più fiorente della comunità LGBT e della sua vita notturna; dal 2014 la sua popolazione sfiorava il 40% di persone LGBT ed aveva il soprannome di "GayCamelot". Inoltre è anche conosciuta come "Città dei ragazzi" (Boys Town). Molte imprese LGBT sono aperte a West Hollywood, sotto la giurisdizione del dipartimento di L.A. dello sceriffo della contea, laddove invece il dipartimento di polizia aveva la reputazione di compiere raid contro le imprese LGBT. Anche la presenza di una comunità di design ha contribuito ad attirare la cultura LGBT.
Los Angeles è stata colpita dall'AIDS nel 1980. Entro il 2014 le persone parte della comunità LGBT avevano constatato una crescente accettazione da parte della società, mentre l'identità della città si è lentamente spostata dall'essere esclusivamente LGBT.
A tutt'oggi West Hollywood "simboleggia la forza politica di gay e lesbiche". Tuttavia "l'etichettatura della zona come 'la città gay' comporta molteplici significati da parte della gente del posto e per i mass media, non tutti positivi". Come conseguenza diretta le persone LGBT continuano a discutere il ruolo assunto da West Hollywood nella sua qualità di centro politico, culturale e sociale della comunità.
Un'altra prospera comunità LGBT si trova a Silver Lake (Los Angeles). Vi sono infine un gran numero di residenti LGBT a Venice (Los Angeles) e nella città di Santa Monica (California). Altre comunità con residenti LGBT includono Elysian Park, Hollywood, North Hollywood, Reseda, Sherman Oaks, Studio City e Van Nuys. Le aree al di fuori della città di Los Angeles con un vasto numero di residenti LGBT includono Newport Beach e Riverside (California).